# Coordinadora Reusenca Independent
La Coordinadora Reusenca Independent, també anomenada CORI, és un partit polític alternatiu i humorístic català de Reus. Es presentà per primera vegada a les eleccions municipals del 2003 a Reus amb el lema Posa un altre Juantxi a l'ajuntament. Concorregué oficialment en quatre comicis catalans entre el 2003 i el 2011 i, amb una aposta estrafolària, sorneguera i de befa política, destacà pel seu regidor obtingut en les eleccions municipals del 2007 a la capital del Baix Camp.
El seu acrònim CORI aprofita que Cori és un hipocorístic de Misericòrdia, en referència a la Mare de Déu de Misericòrdia que és patrona reusenca. El seu president i cap de llista fou Ariel Santamaria, cantant del grup Ariel Santamaria i la Banda del Pere Mata. La formació política pretengué ser sempre una alternativa als partits tradicionals i apostà per propostes innovadores i alhora transgressores en els seus programes electorals. Un dels exemples més mediàtics de la seva presència al plenari reusenc foren les disfresses constants de Santamaria, vestit d'Elvis Presley, o la petició d'un «follòdrom» al Palau de Fires per promoure el sexe obert a la ciutat. Autodefinits com a Juantxis, la seua ideologia fa referència al Juantxisme.
Després de la pèrdua del seu regidor reusenc l'any 2011 per només un 0,01% dels vots, que la Junta Electoral atorgà com a vàlids en favor de paperetes inicialment nul·les de la ultradreta PxC, el 2015 estigué molt a prop de tornar a presentar candidatura. Tanmateix, no ho feu i des de llavors la CORI ha romàs inactiva sense cap moviment polític fins a l'actualitat.

## Juantxisme
Segons un article d’Ariel Santamaria publicat al web oficial de la CORI, juantxisme designa «(...) lo 'freak' i passat de voltes, i aquí a Reus hem fet servir la paraula 'juantxi' per a designar quelcom semblant»”. El mot «juantxi» sorgí entre la joventut que s'esbargia pels bars de Reus a mitjan dècada del 1990. Durant aquella època hi hagué un personatge pintoresc que venia litografies dibuixades amb bolígraf vermell i confessava a tothom que el volia escoltar, amb pèls i senyals, que era un agent secret de la CIA estatunudenca. L’home era, en realitat, un intern d'origen canari del centre psiquiàtric Pere Mata i que es deia Juancho però es feia dir «Juantxi» pels seus amics, puix que havia viscut molt de temps al País Basc.
Arran d'aquell context reusenc, el jovent coetani adquirí popularment el mot «juantxi» com una mena d’adjectiu despectiu similar al de la Monyos barcelonina. Tanmateix, la paraula adquirí matisos irònics i simpàtics que pretenien definir algú friqui i passat de voltes, esperpèntic, exhibicionista, ebri i alhora perdedor vocacional, però que no té cap sentit del ridícul i amb certes ínfules artístiques.

## Concorriment en processos electorals

### Eleccions municipals de 2003

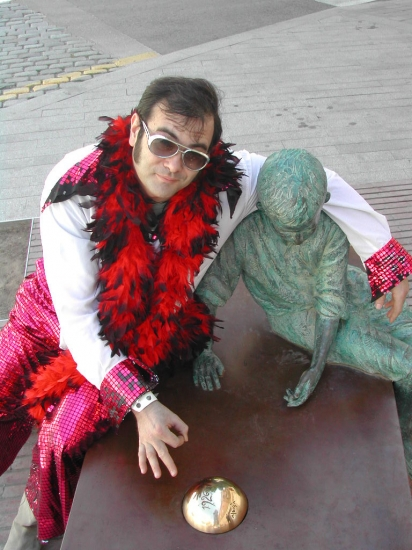
Ariel Santamaria fent la rosca i tocant les bales del Gaudí nen (escultura) de Reus en una de les fotografies de campanya electoral de 2003

El fet que la CORI es presentés a les eleccions no va ser rebut amb gaires mostres de simpatia per cap dels altres partits polítics de la ciutat de Reus, que incidiren en la seva poca seriositat. Fet i fet, no tenia altra finalitat que recollir el vot de protesta i, finalment, acumulà uns resultats prou significatius: fou la 6a força política més votada, per davant de la FIC, però sense representació. Recollí 1.348 vots, el 3,30% de tots els emesos i sensiblement allunyat del llindar de representació del 5%.

### Eleccions municipals de 2007
El 16 de febrer de 2007, Ariel Santamaria confirmà que la CORI es presentaria a les eleccions municipals del 27 de maig de 2007. El dia 23 d'abril en presentà també el programa electoral. La formació decidí que era necessari fer una votació popular per Internet, a fi i efecte que fos l'electoral el qui decidís l'ordre final de la llista amb què es presentaria. S'arribà a una participació de fins a 1.500 vots.
Només uns dies abans d'aquelles eleccions, el 13 de maig de 2007 un membre del partit rebé un tret per part d'un guàrdia urbà de Reus. Això desfermà la convocatòria d'una concentració de rebuig que, el 16 de maig de 2007, aplegà diverses persones a la Plaça del Mercadal per denunciar els fets.

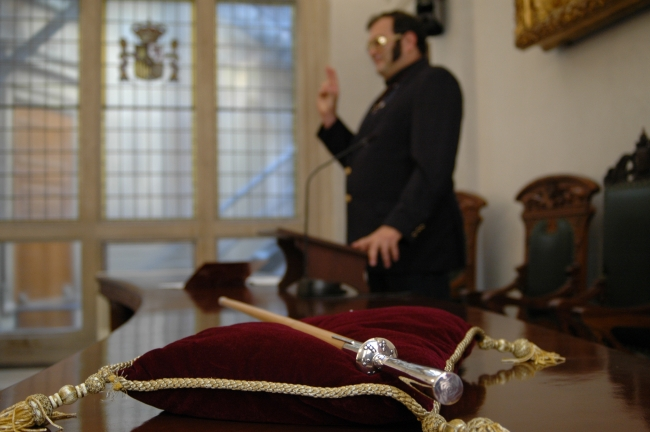
Presa de possessió com a regidor d'Ariel Santamaria a l'Ajuntament de Reus l'any 2007, disfressat de mossèn i fent befa del catolicisme i l'espanyolisme.

Finalment, la CORI aconseguí per primera vegada des de la seva creació el primer regidor a l'ajuntament de Reus en les eleccions municipals; en fou la 6a força amb 1.831 vots i un estret marge 5,19% dels sufragis, per sobre d'altres partits com Ciutadans i la FIC. Durant aquella legislatura, Santamaria destacà sovint per anar vestit amb un estil d'homenatge a Elvis Presley i demanà en plenari accions molt mediàtiques com la instal·lació d'un «follòdrom» públic per a fomentar les relacions sexuals al Palau de Fires la ciutat —que finalment no prosperà.

### Eleccions al Parlament de Catalunya de 2010
El 14 d'abril de 2010, la CORI va emetre un comunicat en el qual informà que havia acordat en assemblea de presentar-se a les eleccions al Parlament de Catalunya i amb llistes a les quatre províncies catalanes. Un altre dels acords presos per unanimitat fou el pressupost de la campanya, que s'acordà en 1.000 euros, malgrat que en un principi es tingués la idea d'un pressupost encara més auster (atesa la crisi econòmica del moment) de 500 euros.

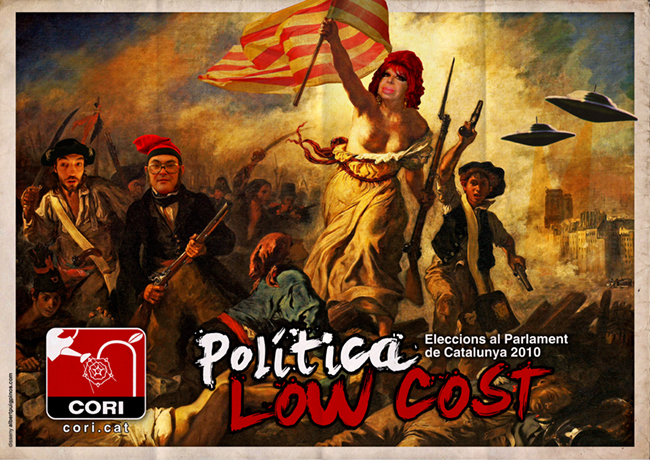
Cartell oficial i nacional de la CORI per a les eleccions al Parlament de Catalunya del 2010. Hi apareix Carmen de Mairena en primer terme brandant la senyera, Ariel Santamaria amb una barretina i fusell i alguns ovnis al fons. El lema electoral fou Política low cost.

Mesos més tard, el 21 d'octubre feu saber que Carmen de Mairena seria segona a la llista de la candidatura de la CORI per Barcelona. El 17 de novembre n'anuncià el programa electoral.
En aquells comicis, celebrats el 28 de novembre, el partit obtingué un total de 6.982 vots. Això el situà al 14è lloc d'entre les 39 candidatures presentades, amb un 0,22% del total de vots emesos al país.
Dos dies després d'aquelles eleccions, la CORI rebé una sèrie de desqualificacions per part de la dirigent d'UPyD Rosa Díez, dolguda per haver aconseguit menys vots que la CORI; s'hi referí com membres de «cosas cutres» ('coses xarones'). Com a resposta a aquells atacs, el 1r de desembre la CORI emeté un comunicat amb la seua anàlisi dels resultats de les eleccions i una sèrie de recomanacions cap a Díez i el seu partit —entre les quals que Antonio Robles canviés de sexe per poder competir en igualtat de condicions amb el transvestisme de de Mairena.

### Eleccions municipals de 2011
El dia 5 de maig de 2011 la CORI publicà a la seva pàgina web el programa electoral, amb 120 propostes que havia recollit en parades a peu de carrer durant dos mesos, de les quals en seleccionaren unes 25 que aparegueren al programa. Rebé un total de 1.885 vots. Malgrat haver superat el sostre de 1.831 vots de les eleccions municipals de 2007, però, la formació acabà perdent l'únic regidor que tenia a l'ajuntament de Reus en una situació de molta tensió política: la Junta Electoral estimà acceptar 88 paperetes de la formació ultradretana PxC, de manera que deixà la CORI amb un 4,99% dels vots totals i a només un 0,01% d'haver renovat la seva presència al consistori. Aquell regidor se l'emportà in extremis el partit AraReus, escissió de CiU.